# Via ferrata Danesi
La Via ferrata Danesi è una via ferrata del massiccio del Gran Sasso d'Italia (appennino abruzzese), posta sul versante nord-orientale del Corno Piccolo, nel territorio del comune di Pietracamela (provincia di Teramo).